# Yuya Fukuda
Yuya Fukuda (福田 湧矢 Fukuda Yūya?, Kitakyūshū, Fukuoka, 4 de abril de 1999) es un futbolista japonés que juega como centrocampista en el Tokyo Verdy.

## Trayectoria

### Clubes
| Club               | País  | Año       |
| ------------------ | ----- | --------- |
| Gamba Osaka sub-23 | Japón | 2018      |
| Gamba Osaka        | Japón | 2018-2024 |
| Tokyo Verdy        | Japón | 2025-     |